# KFUM:s Scoutförbund
KFUM:s Scoutförbund var det första svenska scoutförbundet. Det bildades officiellt den 18 december 1911.
De första stegen mot scouting inom KFUM togs av Emil Winqvist under 1908 utanför dennes villa i Spånga, där han genomförde ett försöksläger med en patrull pojkar. Försöket föll väl ut, och under våren 1910 startades de första KFUM-scoutkårerna upp under namnet Frivilligkårer. Det var dessa kårer som kom att bilda KFUM:s Scoutförbund.
Förbundet gick 1960 ihop med Sveriges KFUK:s Scoutförbund och bildade KFUK-KFUM:s Scoutförbund.

## Scoutchefer
KFUM:s scoutförbund hade under sin knappt femtioåriga verksamhet endast fem scoutchefer. Dessa fem var:
- 1911-1917 - Emil Winqvist
- 1918-1934 - Ivar ”Ivriga Wargen” Wallin
- 1934-1945 - Hugo Cedergren
- 1945-1956 - Kjell Bengtsson
- 1945-1960 - Åke Andrén